# Gaius Charles
Gaius Charles (* 2. května 1983, New York, New York, Spojené státy americké) je americký herec, který se proslavil rolí Briana „Smashe“ Williamse v seriálu Světla páteční noci, rolí Dr. Shane Rosse v seriálu stanice ABC Chirurgové a vedlejší rolí v seriálu stanice NBC Aquarius.

## Životopis
Narodil se na Manhattanu v New Yorku, ale vyrůstal také v Teanecku v New Jersey.
V roce 2001 odmaturoval na střední škole Teaneck High School. Poté navštěvoval uměleckou Univerzitu Carnegieho–Mellonových, kde získal titul bakaláře výtvarných umění v oboru drama. Studoval také na Národním institutu dramatického umění (NIDA) v Sydney v Austrálii. Magisterský titul v oboru religionistiky získal na Drew University.

## Kariéra

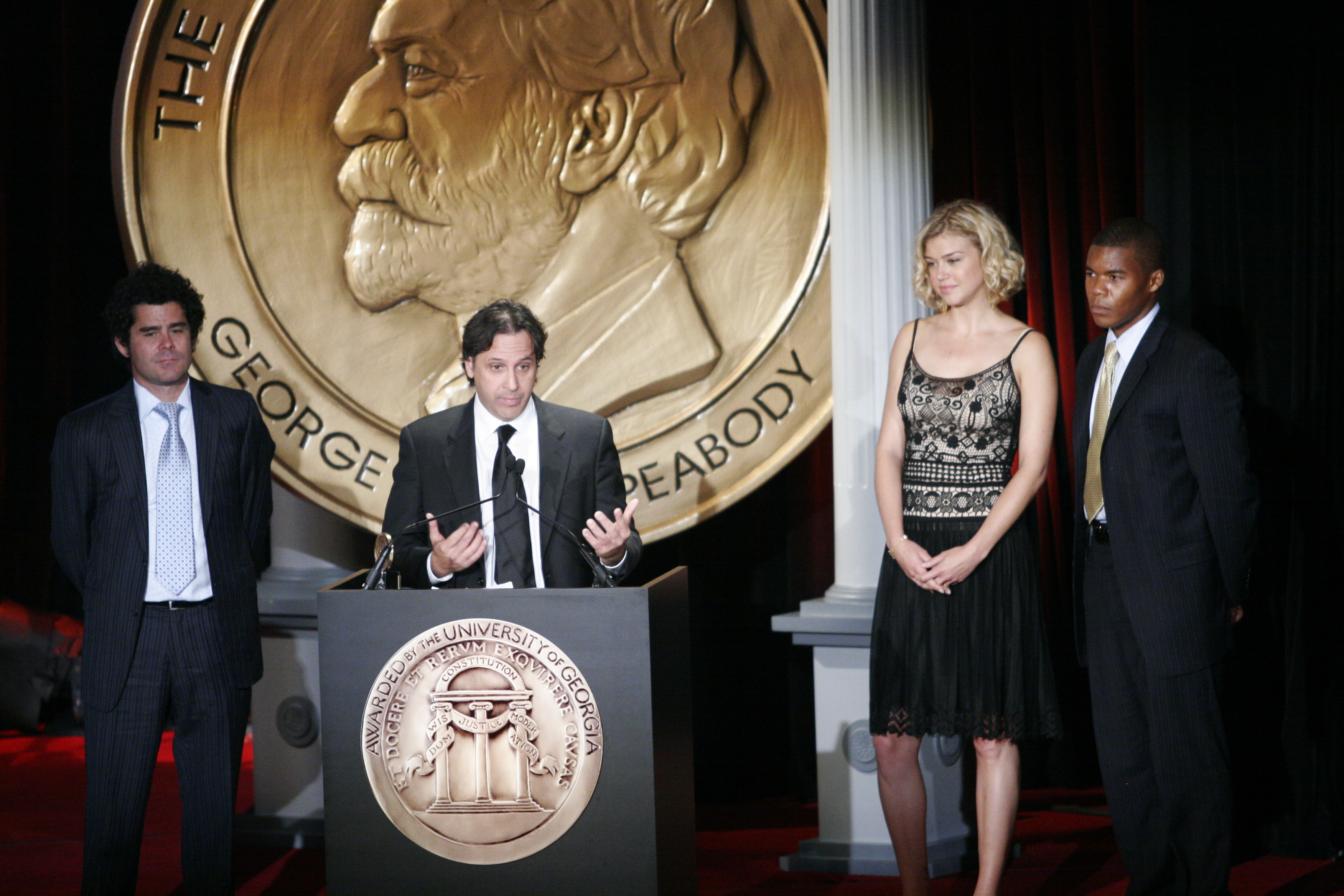
Jeffrey Reiner, Jason Katims, Adrianne Palicki a Gaius Charles přijali cenu Peabody za páteční noční světla, červen 2007

V roce 2017 si zahrál v první řadě seriálu stanice NBC Posedlý pomstou.
V roce 2006 začal hrát roli Briana Williamse v seriálu Friday Night Lights. Během let 2012 až 2014 hrál roli Dr. Shane Rosse v seriálu stanice ABC Chirurgové. V roce 2015 hrál jednu z hlavních rolí v seriálu Aquarius.
Hostující role si zahrál například v seriálu Agenti S.H.I.E.L.D., Mrtvý bod, Drunk History, Námořní vyšetřovací služba a Pan Am.

## Filmografie

### Film
| Rok  | Název                           | Role                      | Poznámky |
| ---- | ------------------------------- | ------------------------- | -------- |
| 2009 | The Messenger                   | rektrut Brown             |          |
| 2009 | Toe to Toe                      | Kevin                     |          |
| 2010 | Salt                            | CIA důstojník             |          |
| 2010 | Takers                          | Max                       |          |
| 2015 | Stanfordský vězeňský experiment | Paul Vogel                |          |
| 2015 | Batman: Bad Blood               | Luke Fox / Batwing (hlas) |          |

### Televize
| Rok        | Název                                    | Role                                  | Poznámky                                                 |
| ---------- | ---------------------------------------- | ------------------------------------- | -------------------------------------------------------- |
| 2006       | The Book of Daniel                       | Řezbář                                | díl: „Betrayal“                                          |
| 2006–2008  | Světla páteční noci                      | Brian "Smash" Williams                | 41 dílů                                                  |
| 2007       | Zákona pořádek: Útvar pro zvláštní oběti | Jadon Odami                           | díl: „Fight“                                             |
| 2011       | Pan Am                                   | Joe                                   | díl: „Truth or Dare“                                     |
| 2012       | Námořní vyšetřovací služba               | Detektiv Baltimore Jason King         | díl: „Oheň“                                              |
| 2012       | Necessary Roughness                      | Damon Razor                           | 4 díly                                                   |
| 2012–2014  | Chirurgové                               | Dr. Shane Rossová                     | vedlejší role (9. řada), hlavní role (10. řada), 46 dílů |
| 2015       | Aquarius                                 | Bunchy Carter                         | hlavní role, 7 dílů                                      |
| 2015, 2019 | Drunk History                            | Muhammad Ali / Moses Fleetwood Walker | díly: „Cleveland“ a „Baseball“                           |
| 2016       | Mrtvý bod                                | seržant Charlie Napier                | díl: „Scientist Hollow Fortune“                          |
| 2016       | Agenti S.H.I.E.L.D.                      | Ruben Mackenzie                       | díl: „Watchdogs“                                         |
| 2017       | Posedlý pomstou                          | John                                  | hlavní role, 10 dílů                                     |
| 2019–2020  | God Friended Me                          | reverend Andrew Carver                | vedlejší role, 4 díly                                    |
| 2020       | Roswell: Nové Mexiko                     | Bronson                               | vedlejší role, 3 díly                                    |